# Jette F. Christensen

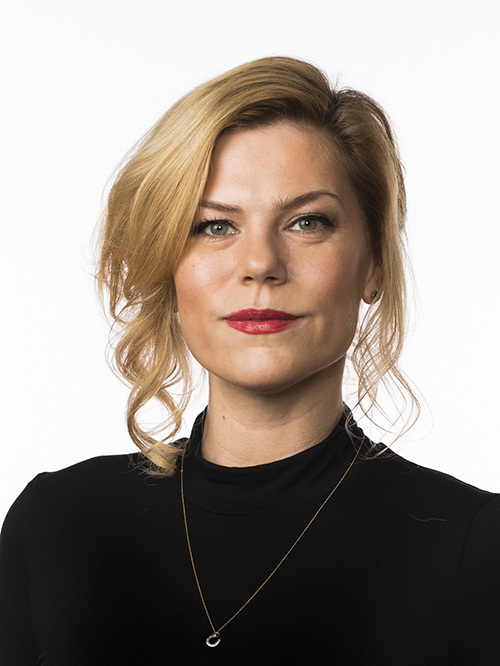
Jette F. Christensen, 2018

Jette Fugelsnes Christensen (* 1. Juni 1983) ist eine norwegische Politikerin der sozialdemokratischen Partei Arbeiderpartiet (Ap). Von 2010 bis 2021 war sie Abgeordnete im Storting.

## Leben
Christensen studierte Staatswissenschaft an der Universität Bergen. Sie kandidierte bei der Parlamentswahl in Norwegen 2009 für einen Sitz im norwegischen Nationalparlament Storting. Sie verpasste den Einzug und wurde Vararepresentantin, also Ersatzabgeordnete. Als solche kam sie ab September 2010 in Vertretung für Per Rune Henriksen zum Einsatz, der zum Staatssekretär ernannt worden war. Bei der folgenden Wahl zog sie schließlich direkt für den Wahlkreis Hordaland ins Parlament ein. Christensen war von 2010 bis 2017 Mitglied im Kontroll- und Verfassungsausschuss, nach der Wahl 2017 wechselte sie in den Bildungs- und Forschungsausschuss. Im Januar 2018 wurde sie Teil des Außen- und Verteidigungsausschusses.
Im Januar 2019 wurde bekannt, dass ihr Partner Frithjof Jacobsen seine Tätigkeit als politischer Kommentator bei der Zeitung Verdens Gang (VG) beendete, um einem Interessenkonflikt zu entgehen. Im Februar 2020 erklärte sie, bei der Stortingswahl 2021 nicht erneut für einen Sitz im Parlament kandidieren zu wollen. In der Folge schied sie im Herbst 2021 aus dem Storting aus.

## Positionen
Christensen äußerte sich mehrfach kritisch dazu, dass in Norwegen ein Königshaus existiert. Sie gehörte im Januar 2019 zu den Mitinitiatoren eines Gesetzesvorschlags, der Norwegen in eine Republik verwandelt hätte. Der Vorschlag wurde schließlich mit 36 zu 130 Stimmen abgelehnt.